# Blondie (Band)

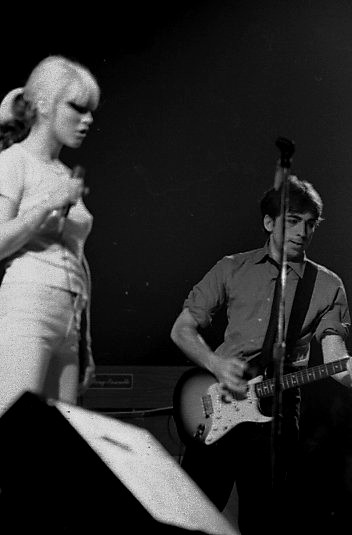
Debbie Harry und Chris Stein bei einem Live-Auftritt (1977)

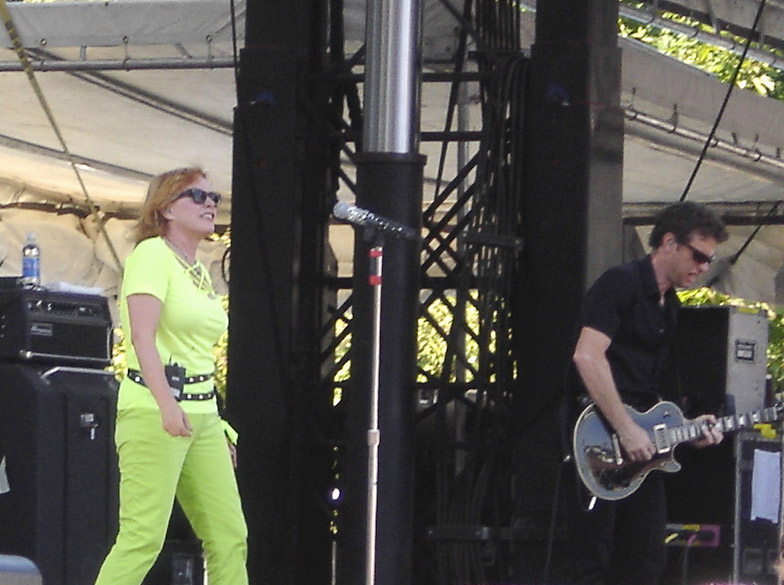
Blondie (2006)

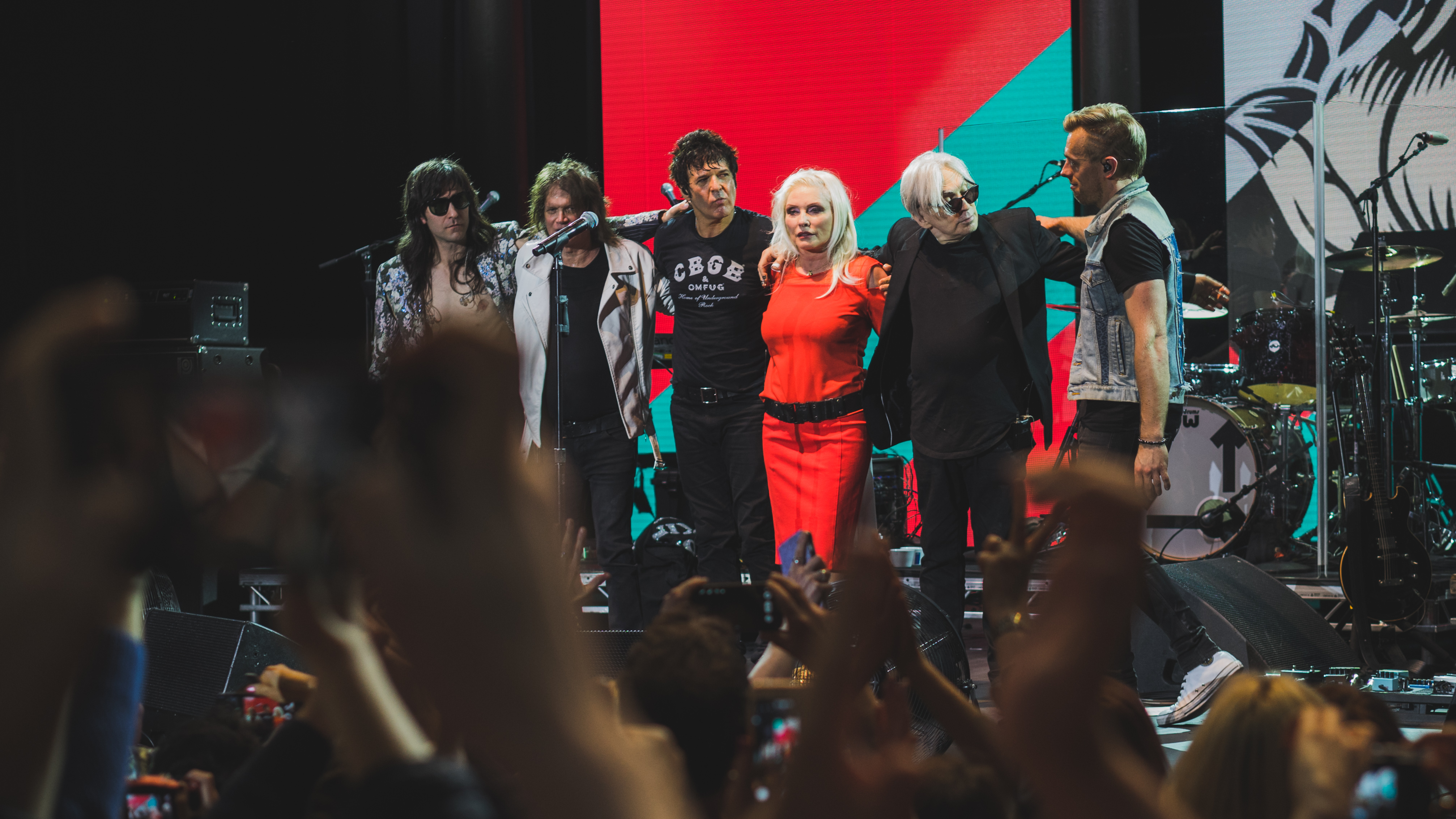
Blondie (2017)

Blondie ist eine US-amerikanische Pop-/Rock-Band, die 1974 von Debbie Harry und Chris Stein in New York gegründet wurde und zu den erfolgreichsten Bands der New Wave gehört.
Ihr größter Hit war 1979 Heart of Glass, weitere bekannte Songs sind Atomic, The Tide Is High, Call Me, One Way or Another, Maria und Sunday Girl.

## Bandgeschichte

### 1974–1982: Gründung und große Erfolge
Harry war zunächst die Sängerin der Folk-Band Wind in the Willows, Chris Stein Gitarrist der Stilettos. Die neue Gruppe wurde als Angel and the Snake gegründet, bevor sie sich im August 1974 in Blondie umbenannte. Ihre erste Single, X-Offender, erschien Mitte 1976 und blieb noch recht erfolglos. Der Durchbruch gelang im Frühjahr 1978 mit dem Song Denis, einer Coverversion des Liedes Denise von Randy & the Rainbows, der in Großbritannien Platz 2 erreichte.
Im Frühjahr 1979 folgte auch international der Durchbruch. Das im Spätsommer 1978 veröffentlichte Album Parallel Lines, von Mike Chapman produziert, stieg in zahlreichen Ländern in die Charts ein, ebenso die ausgekoppelten Singles Picture This, One Way or Another und Sunday Girl. Das Lied Heart of Glass wurde ein Nummer-eins-Hit in den USA, Großbritannien und Deutschland.
Die Band produzierte als eine der ersten Rockbands Musikvideos. Mit dem Start des Musiksenders MTV im August 1981 wurde Blondie schnell einem Massenpublikum bekannt. Debbie Harrys wasserstoffblonde Haare sowie ihre oft unterkühlte, teilnahmslos wirkende Stimme wurden zum Markenzeichen der Band und vielfach kopiert. Zwar tat Harry mit ihren wilden und exzessiven Auftritten alles, um das Image einer Punkband aufrechtzuerhalten, doch auch wegen ihrer Aktivitäten als Fotomodell konnte die Gruppe nicht länger der anarchischen Punkszene zugerechnet werden. Blondie und insbesondere ihre Galionsfigur Debbie Harry wurden stattdessen zu Idolen der New-Wave-Ära.
Der Titel Call Me, von Giorgio Moroder für den Film American Gigolo produziert, wurde im Frühjahr 1980 ein internationaler Hit, ebenso die im Herbst desselben Jahres herausgebrachte Reggae-Nummer The Tide Is High, eine Coverversion des Erfolgstitels der Paragons. Der Song Rapture war Anfang 1981 einer der ersten von Weißen gesungenen Hip-Hop-Tracks und kam als erstes Lied dieses Genres auf Platz 1 der US-Charts.

### 1982–1996: Trennung und Soloprojekte
In den folgenden Jahren wurde es stiller um die Band. Harry startete parallel zu ihrem Engagement bei Blondie eine Solokarriere, doch ihre von Nile Rodgers und Bernard Edwards produzierte LP KooKoo (1981) floppte und auch die Blondie-LP The Hunter (1982) blieb hinter den Erwartungen zurück. Im November 1982 wurde Blondie schließlich aufgelöst. Schlagzeuger Clem Burke und Bassist Nigel Harrison gründeten gemeinsam mit Steve Jones, Michael Des Barres und Tony Sales die Band Chequered Past. 
Als Harrys Lebensgefährte Chris Stein schwer erkrankte, widmete sie sich über Jahre hinweg seiner Pflege.

### Seit 1997: Neuformierung und Comeback
Nachdem es in den 1990er Jahren immer wieder weitgehend unbeachtete Bemühungen gegeben hatte, Blondie wiederzubeleben, rechnete niemand mehr ernsthaft mit einem Revival der Gruppe, zumal Harry sich inzwischen auch als Schauspielerin einen Namen gemacht hatte. Sehr überraschend gelang der Band im Frühjahr 1999 jedoch mit dem Album No Exit und dem Nummer-eins-Hit Maria ein auch kommerziell erfolgreiches Comeback.
Von den Kritikern wurde das Album allerdings weniger positiv aufgenommen. Erst mit The Curse of Blondie und der daraus ausgekoppelten Single Good Boys konnte Blondie im Herbst 2003 auch künstlerisch wieder an den Standard früherer Zeiten anknüpfen. Im Jahr 2006 wurde die Band in die Rock and Roll Hall of Fame aufgenommen.
2014 lehnte Blondie aufgrund der diskriminierenden russischen Gesetze zu Homosexualität die Einladung ab, während der Olympischen Winterspiele in Sotschi zu spielen. Debbie Harry hatte sich im selben Jahr öffentlich zu ihrer Bisexualität geäußert.

## Diskografie
Studioalben

| Jahr | Titel Musiklabel                                                                         | Höchstplatzierung, Gesamtwochen, AuszeichnungChartplatzierungen (Jahr, Titel, Musiklabel, Platzierungen, Wochen, Auszeichnungen, Anmerkungen) | Höchstplatzierung, Gesamtwochen, AuszeichnungChartplatzierungen (Jahr, Titel, Musiklabel, Platzierungen, Wochen, Auszeichnungen, Anmerkungen) | Höchstplatzierung, Gesamtwochen, AuszeichnungChartplatzierungen (Jahr, Titel, Musiklabel, Platzierungen, Wochen, Auszeichnungen, Anmerkungen) | Höchstplatzierung, Gesamtwochen, AuszeichnungChartplatzierungen (Jahr, Titel, Musiklabel, Platzierungen, Wochen, Auszeichnungen, Anmerkungen) | Höchstplatzierung, Gesamtwochen, AuszeichnungChartplatzierungen (Jahr, Titel, Musiklabel, Platzierungen, Wochen, Auszeichnungen, Anmerkungen) | Anmerkungen                                                                                                  |
| Jahr | Titel Musiklabel                                                                         | DE | AT | CH | UK | US | Anmerkungen                                                                                                  |
| ---- | ---------------------------------------------------------------------------------------- | --- | --- | --- | --- | --- | --- |
| 1976 | Blondie Private Stock (Private Stock)                                                    | — | — | — | UK75 Gold · (1 Wo.)UK | — | Erstveröffentlichung: 17. Dezember 1976 Produzenten: Richard Gottehrer, Craig Leon                           |
| 1977 | Plastic Letters Chrysalis Records (Chrysalis)                                            | — | — | — | UK10 Platin · (54 Wo.)UK | US72 (17 Wo.)US | Erstveröffentlichung: September 1977 Produzent: Richard Gottehrer                                            |
| 1978 | Parallel Lines Chrysalis Records (Chrysalis)                                             | DE9 (30 Wo.)DE | AT24 (4 Wo.)AT | — | UK1 Platin · (114 Wo.)UK | US6 Platin · (103 Wo.)US | Erstveröffentlichung: 1. September 1978 Platz 140 der Rolling Stone 500 (Liste 2012) Produzent: Mike Chapman |
| 1979 | Eat to the Beat Chrysalis Records (Chrysalis)                                            | DE23 (8 Wo.)DE | AT19 (4 Wo.)AT | — | UK1 Platin · (38 Wo.)UK | US17 Platin · (51 Wo.)US | Erstveröffentlichung: 28. September 1979 Produzent: Mike Chapman                                             |
| 1980 | AutoAmerican Chrysalis Records (Chrysalis)                                               | DE42 (10 Wo.)DE | AT18 (6 Wo.)AT | — | UK3 Platin · (16 Wo.)UK | US7 Platin · (43 Wo.)US | Erstveröffentlichung: 31. Oktober 1980 Billboard R&B-Charts: Platz 25 (7 Wochen) Produzent: Mike Chapman     |
| 1982 | The Hunter Chrysalis Records (Chrysalis)                                                 | DE49 (2 Wo.)DE | — | — | UK9 (12 Wo.)UK | US33 (12 Wo.)US | Erstveröffentlichung: 24. Mai 1982 Produzent: Mike Chapman                                                   |
| 1999 | No Exit Beyond (BMG)                                                                     | DE18 (23 Wo.)DE | AT20 (14 Wo.)AT | CH21 (17 Wo.)CH | UK3 Gold · (19 Wo.)UK | US18 (15 Wo.)US | Erstveröffentlichung: 8. Februar 1999 Produzent: Craig Leon                                                  |
| 2003 | The Curse of Blondie Sanctuary Records (BMG)                                             | DE84 (1 Wo.)DE | — | — | UK36 (2 Wo.)UK | US160 (1 Wo.)US | Erstveröffentlichung: 13. Oktober 2003 Produzenten: Craig Leon, Steve Thompson, Randy Nicklaus               |
| 2011 | Panic of Girls Five Seven Music (Five Seven)                                             | — | — | — | UK73 (1 Wo.)UK | — | Erstveröffentlichung: 30. Mai 2011 Produzenten: Jeff Saltzman, Kato Khandwala                                |
| 2014 | 4(0) Ever: Greatest Hits Deluxe Redux / Ghosts of Download Five Seven Music (Five Seven) | DE44 (1 Wo.)DE | — | — | UK16 Gold · (2 Wo.)UK | US109 (1 Wo.)US | Erstveröffentlichung: 12. Mai 2014 Doppelalbum                                                               |
| 2017 | Pollinator BMG Rights Management (BMG)                                                   | DE21 (2 Wo.)DE | AT27 (2 Wo.)AT | CH22 (3 Wo.)CH | UK4 (5 Wo.)UK | US63 (1 Wo.)US | Erstveröffentlichung: 5. Mai 2017 Produzent: John Congleton                                                  |

grau schraffiert: keine Chartdaten aus diesem Jahr verfügbar